# علم الأوبئة الجزيئي
علم الأوبئة الجزيئي أو علم الوبائيات الجزيئية هو فرع من العلوم الطبية يركز على الدور الذي تلعبه المخاطر الوراثية والبيئية المحتملة، والتي تم تحديدها على المستوى الجزيئي في معرفة أسباب الأمراض التي تصيب عائلة أو سكان دولة ما ومدى انتشارها وسبل الوقاية منها. وقد نتج هذا الحقل الجديد من العلوم عن إدماج علم الأحياء الجزيئي في أبحاث علوم الأوبئة التقليدية. ويساهم علم الأوبئة الجزيئي في تحسين فهمنا لعوامل نشوء المرض من خلال تحديد مسارات وجزيئات وجينات معينة لها تأثير على زيادة خطر الإصابة بالمرض 

## تداول المصطلح
وقد شاع استخدام المصطلح مع ظهور أول كتاب عن هذا العلم بعنوان «علم الأوبئة الجزيئي: المباديء والتطبيق» للعالمين شولت Schulte وPerera بريرا. وتناول الكتاب آثار التقدم الذي شهدته أبحاث الجزيئات حيث أدت إلى إلقاء الضوء على المؤشرالحيوي biomarker واصمات حيوية وعلى المساعدة في قياسه واستغلاله باعتباره أداة حيوية للربط بين استراتيجيات أبحاث الوبائيات التقليدية ونظيرتها الجزيئية بغية فهم الآليات الكامنة للأمراض التي تصيب الشعوب.
ومنذ صك كيلبورن لمصطلح «علم الوبائيات الجزيئي» عام 1937، زاد استخدام المصطلح باطراد في المقالات العلمية التي تتحدث عنه حتى وصل عددها إلى أكثر من 2500 مقال بحلول عام 2009. وبصفة عامة، لايعد عدد المقالات كبيرا بالنسبة للفترة الزمنية التي كُتبت فيها بيد أن الأمر لا يقتصر على المقالات؛ إذ إن هناك مؤلفات علمية كثيرة عن المؤشرات الحيوية وعلم الجينات وعلم الإنزيمات وعلم الأحياء الجزيئي والخلوي وعلاقتها بالأمراض، وجميعها يدين بالفضل لمفاهيم وفلسفات علم الأوبئة الجزيئي حتى وإن لم تصنف صراحة على انها مرتبطة بها.

## فريق إيميتاف
وفي عام 1993، تم إنشاء فريق العمل الدولي المعني بعلم الأوبئة الجزيئي (إيميتاف) (International Molecular Epidemiology Task Force IMETAF). والذي تزامن تقريبا مع صدور كتاب شولت وبيريرا عن علم الأوبئة الجزيئي. وكان إنشاء الفريق مشروعا طموحا شجع عليه الحماسة والخبرة التي ظهرت أثناء إعداد الكتاب بيد أن فريق إيميتاف لم يستمر طويلا على الرغم من أهدافه المتميزة.  وقد يعزو انتهاء مشروع إيميتاف إلى أن أهدافه كانت تسبق كثيرا الفترة التي ظهر فيها والتي اتسمت بتغير ديناميكي سريع فيما يتعلق بثورة الجينات والجزيئات والتي كانت لا تزال في طور الإعداد، فضلا عن تركيز الباحثين الكبير عليها وماستقودهم إليه.
ومع ذلك، لايمكن إنكار الدور الذي لعبه إيميتاف في التحفيز على الاهتمام بعلم الأوبئة الجزيئي على مستوى الدول بحيث يسهل الاستفادة منه بشكل محدد ومستدام. ومن أمثلة ذلك إنشاء فريق علم الأوبئة الجزيئي بالمملكة المتحدة (MEG- UK) والتابع لجمعية موتاجن البيئية ببريطانيا ((UKEMS عام 1996 (UKEMS). وكذلك إنشاء فريق علم الأوبئة الجزيئي بالجمعية الأمريكية لأبحاث السرطان MEG/AACR. ويوضح المثال الأخير أن حقل أبحاث السرطان كان ربما أسبق المجالات إلى استخدام مفهوم علم الأوبئة الجزيئي بمعناه الواسع. / [أكر].، 

## وصلات خارجية
- MEG/AACR الصفحة الرئيسية لفريق علم الأوبئة الجزيئي التابع للجمعية الاميركية لابحاث السرطان
- MEG-UK الصفحة الرئيسية لموقع فريق علم الأوبئة الجزيئي التابع لجمعية موتاجن البيئية ببريطانيا
- mEpiWorks الصفحة الرئيسية للفريق الدولي العامل المعني بالوبائيات الجزيئية (mEpiWorks) -- مجموعة غير رسمية لدعم استخدام الأدوات الجزيئية في علم الأوبئة البيطرية
- Int J Molec Epidemiol Genet الصفحة الأولى من المجلة الدولية لعلم الأوبئة الجزيئي وعلم الوراثة
- e-CPC الصفحة الرئيسية لدار إي سنشيري للنشر